# Pokémon Sun e Moon
Pokémon Sun (ポケットモンスター　サン, Poketto Monsutā San, "Monstros de Bolso Sun", que traduzido do inglês para o português significa Sol, Sol em japonês é 太陽 Taiyō) e Pokémon Moon (ポケットモンスター　ムーン, Poketto Monsutā Mūn, "Monstros de Bolso Moon"", que traduzido do inglês para o português significa Lua, Lua em japonês é 月 Tsuki) são dois jogos eletrônicos de RPG de 2016, faz parte da sétima geração da série Pokémon, desenvolvido pela Game Freak e distribuído pela The Pokémon Company e Nintendo para linha de consoles do Nintendo 3DS. Eles são os primeiros jogos da sétima geração da série de Pokémon. Anunciados pela primeira vez no dia 26 de fevereiro de 2016, os jogos foram lançados mundialmente no dia 18 de novembro de 2016, na Europa foram lançados no dia 23 de novembro de 2016, comemorando o 20º aniversário da franquia. Um par de versões aprimoradas, Pokémon Ultra Sun e Ultra Moon, foram lançados para os mesmos consoles em 17 de novembro de 2017.
Os títulos começaram o desenvolvimento após a conclusão de Pokémon Omega Ruby e Alpha Sapphire, com maior ênfase nas interações Pokémon. Como nas parcelas anteriores, eles seguem a jornada de um jovem treinador Pokémon, ocorrendo na região de Alola–baseado no Havaí–com o objetivo dos jogos ser completar o desafio da ilha e frustrar os esquemas da Equipe Skull e posteriormente, da Fundação Aether, enquanto tentava desafiar vários treinadores Pokémon de dificuldade gradualmente crescente. Sun e Moon introduziram 81 novas espécies Pokémon e novos recursos, como formas de Alola de Pokémon da geração anterior, movimentos poderosos conhecidos como Movimento-Z, criaturas alienígenas conhecidas como Ultra Bestas, batalha atualizada e mecânica de treinamento e gráficos 3D poligonais aprimorados. Embora sejam amplamente independentes um do outro, os dois jogos seguem um enredo semelhante e embora cada um possa ser jogado separadamente, é necessário trocar Pokémon entre os dois jogos para completar o Pokédex.
Os jogos receberam críticas geralmente favoráveis dos críticos, que saudaram a mudança da fórmula usada pelos jogos Pokémon anteriores e elogiaram a jogabilidade de Sun e Moon enquanto criticavam a falta de conteúdo além do enredo primário. Após o lançamento, os jogos se tornaram alguns dos jogos de venda mais rápida na história da Nintendo até aquele momento. Até à data, Sun e Moon já venderam mais de 16 milhões de cópias em todo o mundo, tornando-os os títulos terceiros mais vendido Nintendo 3DS, depois de Mario Kart 7 e seus antecessores, Pokémon X e Y.

## Jogabilidade
Pokémon Sun e Moon são jogos de RPG com aventura elementos, estabelecidos na região ficcional de Alola (vagamente baseado no Havaí), apresentados em uma terceira pessoa, perspectiva de cima. O jogador controla um jovem treinador que parte em uma missão para capturar e treinar criaturas conhecidas como Pokémon e vencer batalhas contra outros treinadores. Ao derrotar o Pokémon adversário em batalhas por turnos, o Pokémon do jogador ganha experiência, permitindo que ele suba de nível e aumente suas estatísticas de batalha, aprenda novas técnicas de batalha e em alguns casos, evolua em Pokémon mais poderosos. Os jogadores podem capturar Pokémon selvagens, encontrados durante encontros aleatórios, enfraquecendo-os na batalha e pegando-os com Pokébolas, permitindo que sejam adicionados ao seu grupo. Os jogadores também podem lutar e trocar Pokémon com outros jogadores humanos usando os recursos de conectividade do Nintendo 3DS. Tal como acontece com os jogos anteriores da série, determinados Pokémon só podem ser obtidos no Sun ou na Moon, sendo os jogadores encorajados a negociar com outros para obter todos os Pokémon de ambas as versões.

### Novos recursos
Pokémon Sun e Moon são apresentados em gráficos poligonais totalmente tridimensionais (3D), como seus predecessores, permitindo mais interatividade com o mundo superior e ação mais dinâmica durante as batalhas. No entanto, os modelos de personagens em Sun e Moon possuem proporções mais realistas em comparação com modelos de estilo chibi usados em Pokémon X e Y ou Pokémon Omega Ruby e Alpha Sapphire. Os jogadores também podem personalizar a aparência de seu treinador Pokémon, escolhendo gênero, tom de pele e cor de cabelo no início do jogo e posteriormente, adquirir roupas e acessórios para alterar a aparência de seu personagem. Juntando-se às gerações anteriores de Pokémon estão todas as novas espécies, como o novo Pokémon inicial; Rowlet, Litten e Popplio e os Pokémon que são, no mundo fictício dos Pokémon, descritos como lendários, nomeadamente Solgaleo e Lunala.
Pokémon Sun e Moon são as primeiras entradas da série a estarem disponíveis em chinês simplificado e tradicional, junto com inglês, francês, espanhol, italiano, alemão, japonês e coreano, para um total de nove idiomas disponíveis. Os jogos apresentam variantes de Pokémon introduzidas em jogos mais antigos com novas tipificações e aparências, conhecidas como Formas de Alola. Vulpix e Ninetales de Alola, que são tipos de fogo em outras regiões, são respectivamente os tipos Gelo duplo e Fada. Sandshrew e Sandslash de Alola, que são tipos Solo em outras regiões, são do tipo Gelo e Metal. Meowth e Persa de Alola, que são tipos normais em outras regiões, são tipos Escuros. Algumas evoluções de Pokémon também ganharam tipificações duplas, como Marowak de Alola que agora é do tipo Fogo e Fantasma e Raichu de Alola, do tipo Elétrico e Psíquico. Ao longo do jogo, os jogadores utilizam um Pokédex possuído por Rotom na parte inferior da tela sensível ao toque, que exibe um mini mapa contendo marcadores para os objetivos da história.
Pokémon Sun e Moon apresentam um novo tipo de movimento poderoso conhecido como Movimento-Z, que só pode ser usado uma vez por batalha. Hidden Moves, que eram usados para navegar por terreno em jogos anteriores, foram substituídos por Pokémon especializados que podem ser convocados à vontade. O "Poké Finder" é uma função do Rotom Pokédex que permite aos jogadores tirar fotos de Pokémon na natureza, semelhante ao Pokémon Snap. Além disso, os relógios dos dois jogos são ajustados com 12 horas de diferença um do outro, com o Sun operando no tempo do 3DS e a Moon operando 12 horas à frente. Personalização de personagens como visto anteriormente em X e Y retornam no Sun e Moon. Um novo recurso "Pokémon Refresh" permite aos jogadores cuidar e alimentar seus Pokémon. Mega Evolução, uma mecânica de jogo introduzida pela primeira vez em X e Y, retorna em Sun e Moon. A Battle Tree é um local que permite aos jogadores batalhar ou formar equipes com treinadores Pokémon, incluindo os treinadores Red e Blue da região de Kanto. Os jogadores podem negociar ou batalhar com outros jogadores online. De um local chamado Festival Plaza, os jogadores podem participar de "Missões Globais", onde pessoas de todo o mundo trabalham em direção a um objetivo definido–como capturar 100 milhões de Pokémon coletivamente.

### Conectividade
Pokémon capturados em Pokémon X, Y, Omega Ruby e Alpha Sapphire podem ser transferidos para Sun e Moon. Os jogos também são compatíveis com Pokémon Bank, um sistema de armazenamento Pokémon online introduzido durante a geração anterior de jogos Pokémon. Em um Pokémon Direct especial em 26 de fevereiro de 2016, Tsunekazu Ishihara da The Pokémon Company anunciou que Pokémon capturados nas versões do Virtual Console de Red, Blue e Yellow são transferíveis para a Sun e Moon via Pokémon Bank. A compatibilidade com Pokémon Bank foi inicialmente planejada para estar disponível no lançamento dos jogos, mas foi adiada e mais tarde tornou-se disponível em 24 de janeiro de 2017. Tomy também lançou um brinquedo interativo periférico semelhante a um Pulseira Z, que sincroniza com o uso de Movimento-Z nos jogos.

## Sinopse

### Cenário

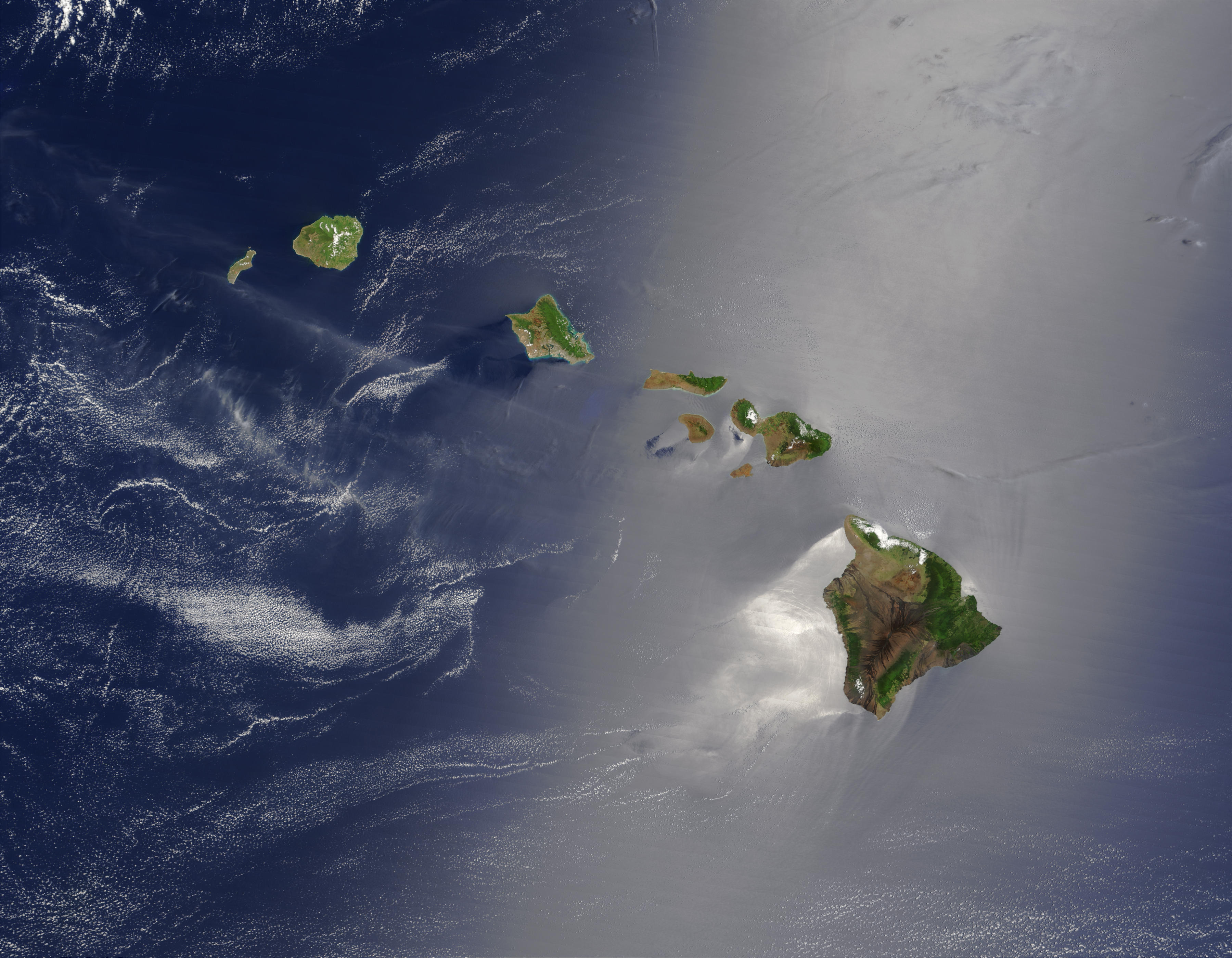
O arquipélago de Havaí serve de inspiração para criação da região de Alola.

Os jogos acontecem em um arquipélago tropical, um grupo de ilhas conhecido como região de Alola. Joe Skrebels da IGN descreve-o como "Pokémon" takes no Havaí". Durante uma entrevista na E3 2016, Shigeru Ohmori observou que a equipe da Game Freak fez viagens ao Havaí para realizar pesquisas para Sun e Moon.
O principal cientista da região de Alola é o professor Kukui, cujo nome vem do kukui, também conhecido como nogueira-de-iguape, a árvore do estado havaiano, continuando a tendência de os professores Pokémon terem nomes de árvores. Equipe Skull é o nome do grupo vilão de Alola. A Fundação Aether é uma organização que estuda Ultra Bestas, criaturas misteriosas de outra dimensão. Embora o Professor Carvalho não apareça em Sun e Moon, seu primo Gabriel Carvalho toma seu lugar.

### História
O jogador começa como um jovem se mudando de Kanto para a Ilha Melemele de Alola com sua mãe. Após a reunião Lillie e resgatá-la especial Pokémon ela chama Nebby, o jogador obtém um Pokémon inicial de locais Professor Kukui e embarcar no desafio ilha, um amadurecimento de costume abrangendo ensaios em todo Alola, juntamente com o jovem local Hau. Ao contrário dos jogos anteriores, os testes envolvem batalhas com Pokémon aprimorados, seguidos por batalhas com os Kahuna de cada ilha após a conclusão dos testes de uma ilha. Ao longo disso, o jogador encontra a Equipe Skull, uma gangue de pessoas que abandonou os julgamentos da ilha cujos membros incluem seu líder Guzma e o executor Gladion. O jogador também encontra a Fundação Aether, uma organização que visa proteger Pokémon de várias ameaças.
Durante uma visita à base da Fundação Aether, Aether Paradise - uma estrutura flutuante muito grande - uma criatura misteriosa chamada Ultra Besta emerge de um buraco de minhoca, mas recua antes que possa ser derrotada ou capturada. Mais tarde, depois que o jogador derrotou a Equipe Skull em sua base, Gladion revela que a Equipe Skull está trabalhando para a Fundação Aether, sequestrando Nebby para usar seus poderes na convocação de Ultra Bestas. O jogador então prossegue para a batalha em Aether Paradise com a ajuda de Hau e Gladion, eventualmente derrotando o presidente da Aether, Lusamine, que se revela ser a mãe de Gladion e Lillie. Apesar disso, Lusamine e Guzma conseguem abrir um Ultra Wormhole, com o ex-overclock dos poderes de Nebby, transportando-os para o Ultra Espaço, a dimensão dos Ultra Bestas. Isso faz com que Nebby evolua para uma forma semelhante a um casulo enquanto Ultra Besta são soltos nas ilhas de Alola, forçando a ilha Kahunas e divindades guardiãs para lutar contra eles.
Prosseguindo para a ilha final, o jogador e Lillie realizam um ritual para evoluir Nebby em sua forma final–Solgaleo ou Lunala dependendo da versão–no Altar da ilha. Com o poder recém-descoberto de Nebby, o jogador e Lillie viajam para o Ultra Space e encontram Lusamine que, não querendo ser resgatada, se permite ser tomada pela Ultra Besta que encontraram antes, forçando o jogador a lutar contra ela defesa. Após derrotar o enlouquecido Lusamine, o jogador retorna a Alola e sobe o Monte Lanakila para desafiar o recém-formado Equipe dos Quatro da Liga de Alola Pokémon. Na última partida, eles derrotaram Kukui para se tornar o primeiro campeão da Liga Pokémon de Alola. Nos créditos, o jogador luta contra a divindade guardiã de Melemele, Tapu Koko após uma celebração, com Lillie e Lusamine partindo de Alola para Kanto no dia seguinte.
Depois de se tornar o campeão, o jogador é contatado por dois membros da Polícia Internacional: Anabel, que era chefe da Battle Tower em Pokémon Emerald, e Looker, um personagem secundário do Pokémon Platinum. O jogador ajuda os dois a lidar com as Ultra Bestas selvagens que Lusamine soltou em Alola em uma série de missões. Após a missão final, Looker revela que viu outra Ultra Besta, embora Anabel rejeite isso. Se o jogador viajar para a colina de dez quilates, eles encontrarão Necrozma.

## Desenvolvimento
O diretor do jogo Shigeru Ohmori afirmou que a escolha de Sun e Moon como título foi inspirada na representação metafórica dos dois corpos celestes das relações humanas. O Havaí foi escolhido como base para a região do jogo após a determinação do título, devido às suas noites claras e sol abundante. O desenvolvimento começou imediatamente após Pokémon Omega Ruby e Alpha Sapphire ser concluído e Ohmori manter sua posição de diretor de jogo. Como os jogos seriam lançados no 20º aniversário da franquia, Sun e Moon foram desenvolvidos comparativamente do zero com a aplicação de mudanças mais radicais do que seu antecessor. Separadamente, ele também mencionou que os jogos 'pretendiam colocar mais ênfase no Pokémon e na natureza dos jogos, além das interações do jogador com eles.
O primeiro Pokémon da sétima geração a ser projetado foi o Jangmo-o. Em relação aos vários outros designs da geração, Ohmori mencionou que "[p]or 20º aniversário, queríamos ter muitas surpresas especiais... queríamos um elemento engraçado". Pokémon Red e Blue foram os únicos a receber formas de Alola - de acordo com Ohmori, isso foi uma surpresa especial para jogadores de longa data e simplesmente devido ao Pokémon mais antigo ser mais reconhecível. Seguindo a tendência entre as novas gerações da série principal, os designers do Sol e da Lua se concentraram nos movimentos nos modelos 3D completos de X e Y para criar criaturas mais vivas.
Apesar dos sucessos de Pokémon GO, os desenvolvedores afirmaram que ele não afetou o desenvolvimento de Sun e Moon, embora tenha melhorado a conscientização do público sobre a franquia em geral e que eles estivessem trabalhando para desenvolver interatividade entre o aplicativo e a série principal. Ohmori acrescentou que durante o desenvolvimento de Sun e Moon "eles redesenharam completamente o sistema e na verdade, acabaram levando o 3DS ainda mais longe para o que [eles] pensaram ser o máximo [que] poderiam extrair dele". Com uma equipe de cerca de 120, os jogos levaram cerca de três anos para serem desenvolvidos, o que é comparável a outros jogos de nova geração. Mais tarde, Kazumasa Iwao, que era responsável pelos sistemas de batalha no Sun e Moon, foi recrutado como diretor do Ultra Sun e Ultra Moon.

### Música
De acordo com o compositor Junichi Masuda, que co-produziu o jogo, as trilhas sonoras usadas em Sun e Moon foram baseadas em estilos musicais tradicionais havaianos. No entanto, embora utilize seus ritmos básicos, a música de Alola emprega melodias "completamente diferentes", ao mesmo tempo que invoca uma sensação de ilha tropical. Em 30 de novembro de 2016, o Nintendo 3DS Pokémon Sun e Moon Super Music Complet (ニンテンドー3DS ポケモン サン・ムーン スーパーミュージック・コンプリート, Nintendō 3 Dī Esu Pokémon San · Mūn Sūpā Myūjikku Konpūrito), uma trilha sonora de quatro discos contendo 169 canções, 160 dos jogos e 9 faixas especiais, foi lançado no Japão. O lançamento internacional, conhecido como Pokémon Sun e Moon: Super Music Collection, foi lançado no iTunes na mesma data.

## Promoção e lançamento
Em 25 de fevereiro de 2016, a existência dos dois jogos foi divulgada quando as marcas registradas da Nintendo para eles foram encontradas no site do Instituto de Harmonização do Mercado Interno da União Europeia. IGN apontou para a recente introdução de um novo Pokémon, Magearna, como indicação de que os dois jogos seriam revelados. Os jogos foram anunciados oficialmente no dia seguinte em uma apresentação do Nintendo Direct que também comemorou o 20º aniversário da franquia. Os jogos foram lançados com suporte para nove idiomas. Em 10 de maio, mais informações sobre os jogos foram lançadas por meio de um novo trailer, incluindo novo Pokémon, caixa de arte e datas de lançamento. Pokémon Sun e Moon lançado no Japão, América do Norte e Austrália em 18 de novembro de 2016 e na Europa em 23 de novembro de 2016. Uma história em quadrinhos baseada em Pokémon Sun e Moon lançada juntamente com uma edição do CoroCoro Comic em 15 de setembro de 2016. Os primeiros compradores dos jogos receberam um Munchlax especial segurando Snorlium Z, permitindo-lhe usar um Movimento-Z exclusivo para Snorlax, a evolução de Munchlax, por meio de um evento de distribuição sem fio. Um trailer japonês foi revelado em 8 de setembro de 2016. Um Pokémon Sun e Moon com o tema New Nintendo 3DS XL foi lançado em 28 de outubro de 2016.
Semelhante a Pokémon Omega Ruby e Alpha Sapphire, uma demo especial foi lançada em 18 de outubro de 2016. Em 27 de outubro de 2016 durante o Financial Briefing da Nintendo, eles afirmaram que a demo foi baixada mais de 3,5 milhões de vezes, sendo a mais popular e mais rápida "vendendo" demo na história do 3DS. Pokémon Sun e Moon foram os jogos mais pré-encomendados na história da Nintendo. Os jogos também foram os lançamentos 3DS mais esperados em 2016, de acordo com Nielsen Game Rank.
Dias antes de seu lançamento, os arquivos dos jogos vazaram para a Internet, dando aos piratas de software acesso ao jogo completo, incluindo funções online, antes de seu lançamento. A Nintendo agiu contra quem usava os recursos da Internet, proibindo os usuários envolvidos não só de usar os recursos online dos jogos–mesmo que depois jogassem o lançamento oficial–mas também de acessar outros serviços 3DS online, como o eShop e Miiverse.

### Pokémon Ultra Sun e Ultra Moon
Pokémon Ultra Sun (ポケットモンスター ウルトラサン, Poketto Monsutā Urutora San, "Pocket Monsters: Ultra Sun") e Pokémon Ultra Moon (ポケットモンスター ウルトラムーン, Poketto Monsutā Urutora Mūn, "Pocket Monsters: Ultra Moon") são versões aprimoradas de Pokémon Sun e Moon desenvolvidas pela Game Freak e publicadas pela The Pokémon Company e Nintendo para o Nintendo 3DS. Eles foram anunciados no dia 6 de junho de 2017 durante um Pokémon com tema apresentação Nintendo Direct e foram lançado mundialmente em 17 de novembro de 2017. Eles apresentam um conjunto enredo alternativo no mundo de Sun e Moon, e incluir Pokémon e não locais disponível nos jogos originais.

## Recepção

### Resposta da crítica
Pokémon Sun e Moon receberam uma pontuação de 87/100 no Metacritic com base em 84 análises, indicando "análises geralmente favoráveis". Isso colocou Sun e Moon como o 5º e o 6º jogos 3DS com melhor classificação em 2016, e o 19º e 20º no console de todos os tempos. A mudança do sistema de ginástica recebeu elogios generalizados dos críticos, alguns dos quais viram a mudança como um passo importante para o desenvolvimento futuro da franquia.
A revista japonesa Famitsu deu ao par uma avaliação de 38/40. Escrevendo para o site de análises de jogos eletrônicos da IGN, Kallie Plagge deu aos jogos um 9/10, e disse que eles "mudaram a fórmula para criar uma aventura envolvente que melhora seus antecessores", além de elogiar a interface de batalha simplificada e outras mecânicas. Muitos críticos elogiaram a história como uma das melhores da franquia, Ollie Barder da Forbes destacou como a história e os personagens foram bem feitos, enquanto Alex Donaldson do VG247 comentou que a história o atraiu ainda mais, dizendo "Continuo mais envolvido nesta história do que em qualquer outro conto Pokémon até agora". Alex Olney da Nintendo Life disse que "o enredo em Sun & Moon é o mais profundo e ambicioso que o Game Freak já ousou tentar", ele também os chamou de os melhores jogos Pokémon já produzidos, comentando que o design de Alola parecia natural e orgânico, elogiando Game Freak por equilibrar com sucesso mecânicas adicionais sem alienar os fãs existentes. Chris Tapsell da Eurogamer disse que os jogos foram "a melhor geração em mais de uma década". Eles ganharam uma classificação "essencial" do site.
Por outro lado, Tapsell também observou que as primeiras horas dos jogos incluíam muitos tutoriais e jogabilidade protegida. Jeremy Freguesia de US Gamer avaliou que "Movimento-Z sentir assombroso" tomar "um caminho muito longo", apesar de ser a campanha mais envolvente da série ofereceu em um longo tempo, enquanto Allegra Frank de Polygon criticou sua jogabilidade linear e falta de conteúdo além do enredo principal, embora os jogos tenham "a jornada Pokémon mais memorável em anos".

### Vendas
De acordo com a Nintendo of America, Sun e Moon foram os títulos mais vendidos na história da Nintendo na época. Em 30 de setembro de 2020, Sun e lua vendeu 16.20 milhões de cópias, classificando-os como os terceiros mais vendido títulos Nintendo 3DS por trás de ambos Mario Kart 7 e Pokémon X e Y. Durante uma teleconferência de resultados do GameStop Q3, Pokémon Sun e Moon foram considerados como tendo o maior número de encomendas de qualquer videogame nos últimos cinco anos. É o jogo mais vendido da GameStop em 2016, superando as vendas de Call of Duty: Infinite Warfare. Em seu primeiro dia de lançamento, Pokémon Sun e Moon vendeu 10 milhões de unidades em todo o mundo. Os jogos venderam mais de 1,9 milhões de cópias no Japão em seus primeiros três dias no mercado e são o maior lançamento de jogos da Nintendo de todos os tempos na Europa, com lançamentos no Reino Unido e na França vendendo 368.000 e 450.000 cópias, respectivamente, em uma semana após as vendas de 1,5 milhão do continente. As vendas europeias ultrapassaram a marca de 2 milhões na semana seguinte. Na América do Norte, os jogos venderam mais de 3,7 milhões de unidades em menos de duas semanas após o lançamento inicial, subindo para 4,5 milhões em meados de janeiro.

### Prêmios
| Ano  | Prêmio                      | Categoroa                  | Resultado |
| ---- | --------------------------- | -------------------------- | --------- |
| 2016 | D.I.C.E. Awards             | Jogo Pórtatil/Móvel do Ano | Venceu    |
| 2017 | Golden Joystick Awards      | Jogo Pórtatil/Móvel do Ano | Venceu    |
| 2017 | British Academy Game Awards | Móvel                      | Indicado  |